# ریکاردو کلارک (بازیکن فوتبال، زاده ۱۹۳۷)
ریکاردو کلارک (اسپانیایی: Ricardo Clark‎؛ زادهٔ ۲۴ نوامبر ۱۹۳۷) بازیکن فوتبال اهل گواتمالا بود.
از باشگاه‌هایی که در آن بازی کرده است می‌توان به باشگاه فوتبال مونیسیپال اشاره کرد.
وی همچنین در تیم ملی فوتبال گواتمالا بازی کرده است.